# Loxopholis southi
Loxopholis southi är en ödleart som beskrevs av  Alexander Grant Ruthven och GAIGE 1924. Loxopholis southi ingår i släktet Loxopholis och familjen Gymnophthalmidae. Artepitet i det vetenskapliga namnet hedrar diplomaten John Glover South.
Loxopholis southi har en brun färg och huvudet är mörkare än bålen. Vid halsens sidor kan några fjäll vara vita. Typisk är den krämfärgade undersidan, inklusive strupen. På svansens undersida finns mörka fläckar.
Denna ödla förekommer från Costa Rica över Panama till västra Colombia. Den lever i låglandet och i kulliga regioner upp till 850 meter över havet. Exemplaren är dagaktiva och vistas i fuktiga skogar. De hittas vanligen i lövskiktet. Honor lägger ägg.
Regionalt hotas beståndet av skogsröjningar. Hela populationen anses vara stabil. IUCN listar arten som livskraftig (LC).

## Underarter
Arten delas in i följande underarter:
- L. s. southi
- L. s. orientalis